# 国鉄5600形蒸気機関車

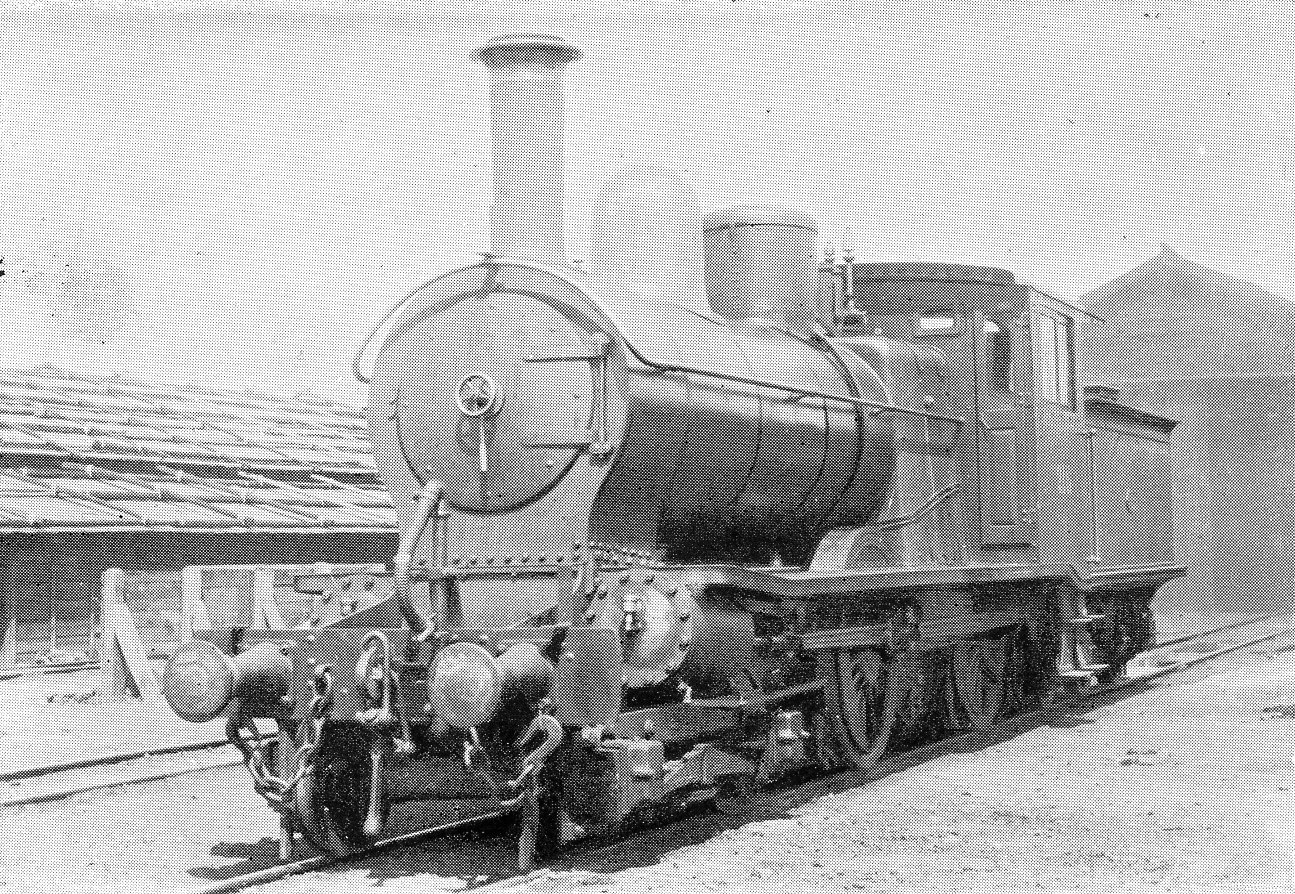
日本鉄道 Pbt2/4形（後の鉄道院 5600形）

5600形は、かつて日本国有鉄道の前身である鉄道院・鉄道省に在籍したテンダー式蒸気機関車である。
1899年（明治32年）および1902年（明治35年）に、Pbt2/4形第2種（後の鉄道院5500形）の改良形としてイギリスのベイヤー・ピーコック社(Beyer, Peacock & Co. Ltd., Gorton Foundry)で18両が製造され、日本鉄道に納入された機関車である。東武鉄道でも6両の同系機（B3形）が使用された。

## 構造
車軸配置4-4-0(2B)で2気筒単式の飽和式テンダー機関車で、動輪直径は1,372mmである。設計変更により5500形とは大きく異なる形態となったが、基本的な性能、寸法は同一である。弁装置はスチーブンソン式、安全弁はラムズボトム式。
本形式の最も顕著な特徴は、ベルペヤ火室(Belpaire firebox)の採用である。ベルペヤ火室は、ベルギーの機関車技術者A・ベルペヤの開発した火室の形式で、内火室と外火室がほぼ同じ形状をしており、内火室を支えるステイの形状を簡単にでき、缶水（ボイラー水）の循環が良く水垢の付着が少ないという利点があり、角ばった外観が特徴である。しかし、円筒形のボイラー第2缶胴との接続部の工作が難しく、鉄道作業局では制式採用されなかった。
また、ボイラー中心高さが5インチ(178mm)高められたため、ランボード（歩み板）の高さも上がり、ランボード前端部の屈曲が始まるのもシリンダ（気筒）の直後となった。また、運転台の囲いの密閉性が上がり、側面にも引き違い式の窓が設置された。炭水車の台枠上面高さは変わっていないため、運転台後部のラインが炭水車の台枠上面高さに合わせて、S字型に屈曲している。運転室前面には、直接ランボード上に出ることができるよう、扉が設けられた。
5500形ではランボード上にあった砂箱も、ボイラー上に円筒形のものが設置され、近代的な外観になっているが、従来のピーテンにあった軽快さは失われている。

### 主要諸元
- 全長：14,382mm
- 全高：3,810mm
- 全幅：2,502mm
- 軌間：1,067mm
- 車軸配置：4-4-0(2B)
- 動輪直径：1,372mm
- 弁装置：スチーブンソン式基本型

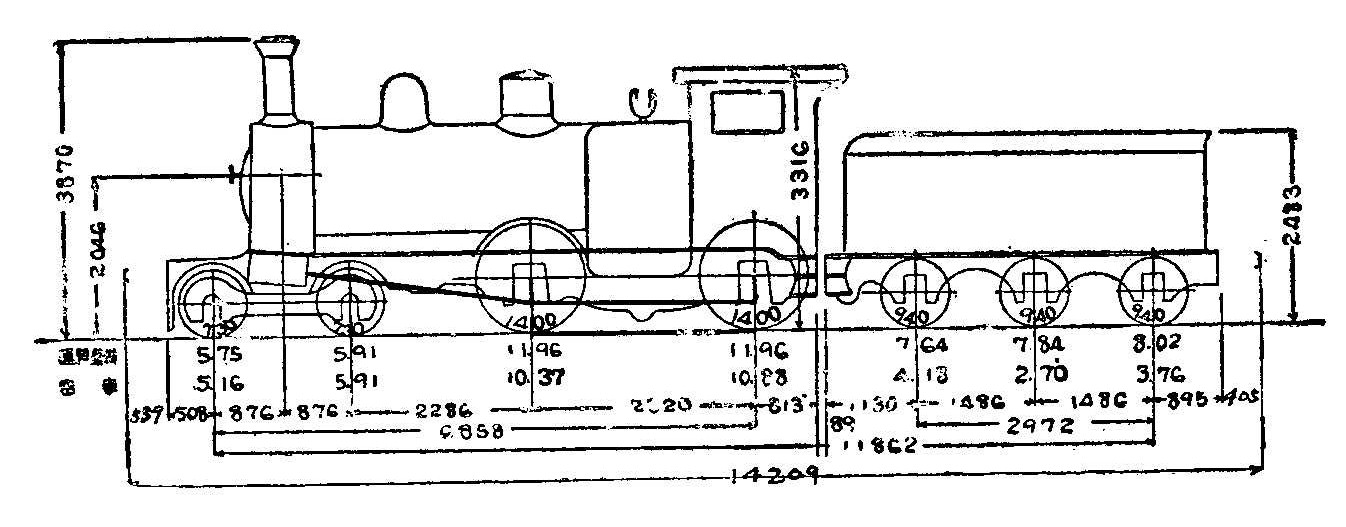
形式図

- シリンダー（直径×行程）：406mm×559mm
- ボイラー圧力：10.5kg/cm2
- 火格子面積：1.57m2
- 全伝熱面積：89.7m2
  - 煙管蒸発伝熱面積：83.4m2
  - 火室蒸発伝熱面積：6.3m2
- ボイラー水容量： 2.6m3
- 小煙管（直径×長サ×数）：45mm×3,642mm×164本
- 機関車運転整備重量：35.58t
- 機関車空車重量：32.32t
- 機関車動輪上重量（運転整備時）：23.92t
- 機関車動輪軸重（各軸均等）：11.64t
- 炭水車重量（運転整備時）：23.50t
- 炭水車重量（空車）：10.64t
- 水タンク容量：9.1m3
- 燃料積載量：3.46t
- 機関車性能
  - シリンダ引張力：5,990kg
- ブレーキ装置：手ブレーキ、真空ブレーキ

## 経歴・運用
冒頭で述べたように、本形式は1899年に6両（製造番号4038 - 4043）、1902年に12両（製造番号4479 - 4490）の計18両が輸入され、日本鉄道では形式は5500形と同じPbt2/4形、番号は213 - 230と付番された。
1906年（明治39年）に、日本鉄道が国有化されたのにともない官設鉄道籍となり、1909年（明治42年）に制定された鉄道院の車両形式称号規程では、5600形（5600 - 5617）に改番された。その後、煙室を延長したほか、動輪のタイヤを強化したため、動輪径は1,397mmとなっている。
当時は東部鉄道局に所属し、仙台鉄道局が分離した後は両局に所属し、東北線系統で使用されたと思われる。1927年（昭和2年）から1929年（昭和4年）にかけて廃車となったが、7両（5608, 5616, 5613, 5615, 5612, ほか番号不明の2両）が王子製紙の傍系の樺太鉄道に譲渡されて40 - 46となり、5605は陸軍の鉄道連隊に移った。
樺太鉄道では、1927年11月に開業した落合・知取間で、混合列車の牽引に用いられたが、1937年（昭和12年）の時点で42, 45が廃車、40, 44, 46が知取、41, 43は敷香で入換専用となっていた。その後、1941年（昭和16年）に樺太鉄道が樺太庁に買収され樺太庁鉄道の樺太東線となり、1943年（昭和18年）4月に樺太庁鉄道が鉄道省に併合された際に、41, 43, 44が再び国有鉄道籍となり、5625形（5625 - 5627）となったが、1945年（昭和20年）の太平洋戦争終戦時にソビエト連邦に接収され、その後の消息は不明である。
樺太鉄道（→樺太庁鉄道）40形→鉄道省5625形の新旧番号対照を以下に再掲する。
- 鉄道省5608 → 樺太鉄道40 → 樺太庁鉄道40 → 廃車
- 鉄道省5616 → 樺太鉄道41 → 樺太庁鉄道41 → 鉄道省5625 → ソ連接収（1946/03/31 除籍）
- 鉄道省番号不明 → 樺太鉄道42 → 廃車
- 鉄道省5613 → 樺太鉄道43 → 樺太庁鉄道43 → 鉄道省5626 → ソ連接収（1946/03/31 除籍）
- 鉄道省5615 → 樺太鉄道44 → 樺太庁鉄道44 → 鉄道省5627 → ソ連接収（1946/03/31 除籍）
- 鉄道省番号不明 → 樺太鉄道45 → 廃車
- 鉄道省5612 → 樺太鉄道46 → 樺太庁鉄道46 → 廃車

鉄道連隊に移った5605は、1945年に事故廃車された3（初代。B1形）の代車として、終戦後に東武鉄道に入線（入籍は1952年）し、B7形（3（2代））に改番された。同車は、1957年（昭和32年）まで使用され、廃車解体された。

## 東武鉄道B3形

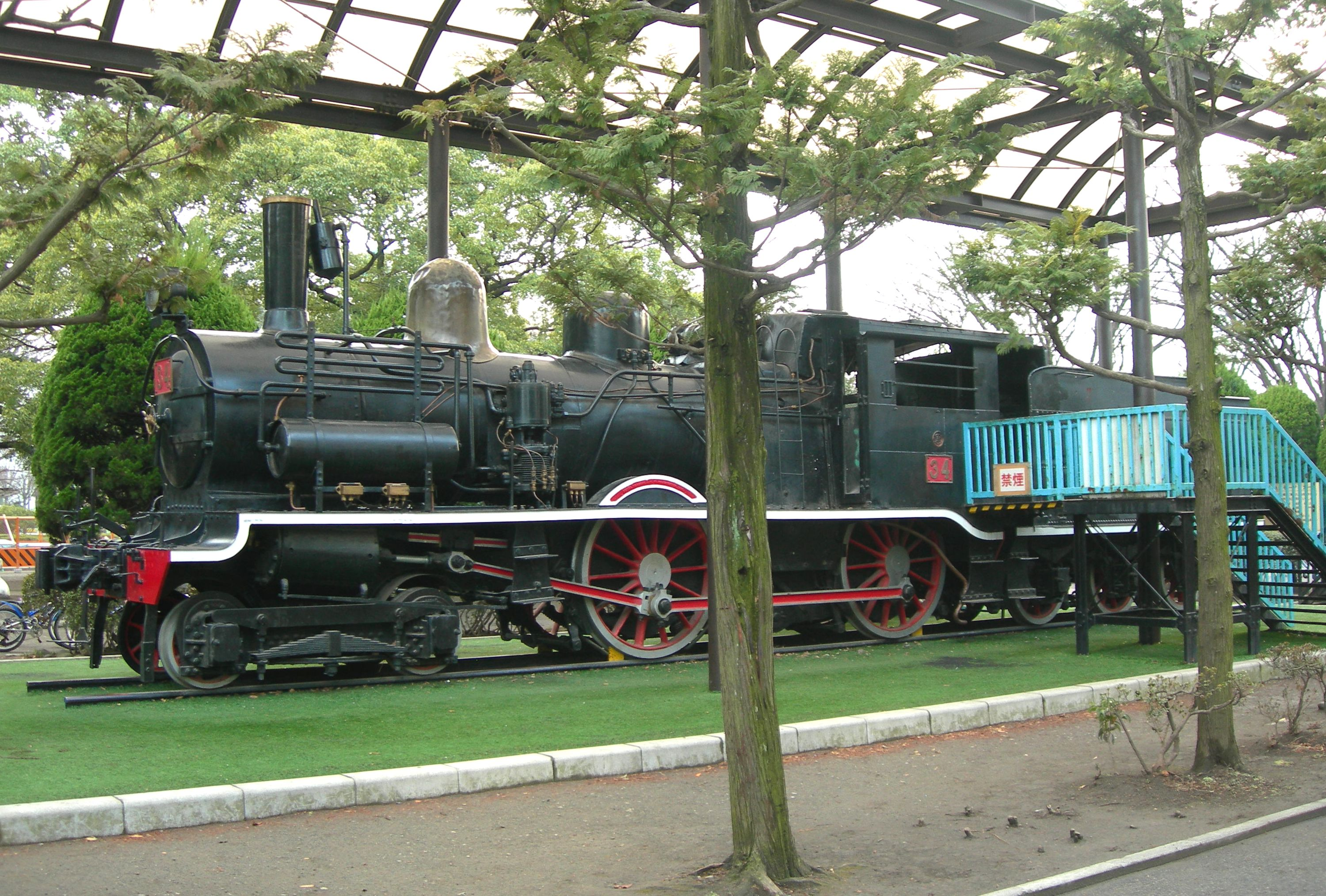
東武鉄道のB3形蒸気機関車の34号機（保存車）

東武鉄道のB3形は、国鉄5600形の準同形機といえるもので、動輪径が1524mmに拡大された以外の基本寸法は国鉄5600形と同一であるが、ランボード前端部の処理が変わって、屈曲を設けず直線のまま乙型に段差を設けた形となり、多少垢抜けた印象となった。1914年（大正3年）ベイヤー・ピーコック社で6両（製造番号5836 - 5841）が製造され、東武鉄道では29 - 34に付番された。日本で最後に輸入された2B型テンダー式蒸気機関車である。
本形式は貨物列車牽引に使用され、このうち、29, 33は、1960年（昭和35年）に、32は1963年（昭和38年）に廃車となったが、残りは1966年（昭和41年）6月末の会沢線、大叶線の蒸気機関車廃止まで使用された。その後、30は栃木県佐野市葛生町の嘉多山公園に、34は東京都大田区の萩中公園に静態保存されている。

## 台湾総督府鉄道部70形
1908年（明治41年）より4両導入し、台北 - 高雄間の直通急行に使用した。